# Правова система США
Правова система США починає формуватись ще у XVII — XVIII ст. в умовах світового колоніалізму і зберегла свої первинні особливості до сьогодні.

## Етапи формування правової системи США

### І етап— етап колоніального права
Особливості американського права в колоніальний період:
- Порівняно з англійським правом, американське носить більш спрощений характер. Це пояснюється тим, що англійське право XVII ст. було дуже складним, тому поселенці не могли його використовувати у повному обсязі.
- Судова процедура у колоніях була швидшою і більш спрощеною. Це зумовлене тим, що у колоніях судочинство здійснювалось особами, які переважно не були освіченими юристами. А також населення не мало достатньо коштів для того, щоб вести довгі судові процеси.
- Поява норм, що зумовлювались потребами життя нової країни. Для прикладу, у колоніях з'являлись норми, котрі регулювали стосунки переселенців з індіанцями. Так, існувала заборона на продаж чи дарування індіанцю зброї, пороху, свинцю, куль тощо. Зрозуміло, що в Королівстві Англія необхідність існування цієї норми була відсутня.
- Враховуючи специфічні особливості життя американських колоній, вносились зміни до певних норм американського права. Тому норми саме американського права з самого початку вирізняються швидким пристосуванням до особливостей умов життя на американському материку.
- Більша здатність до запозичення та оновлення норм права — американське право часто запозичувало норми не лише з правової системи Королівства Англія, але і Німеччини, Королівства Франція, Іспанської імперії та низки інших країн Європи.
- Впровадження до американського права норм, сформованих під впливом певних релігійних поглядів поселенців. Наприклад, пуританізм у штаті Массачусетс, квакерство у Пенсільванії значно вплинули на норми права цих штатів.
- З'являються нові відмінності у правовому регулюванні у кожному штаті, що зумовлені різним впливом великої кількості факторів. Так, північні штати мали власні конкретні економічні проблеми, південні — більшу увагу приділяли користуванню землею, а штати, що розташовувались на узбережжі — надавали більшу вагу питанням зовнішньої торгівлі та морському страхуванню.

### ІІ етап— становлення правової системи США як самостійної
Американська революція 1775—1783 рр. на перший план висувала ідею самостійності американського національного права. З цієї події і розпочинається ІІ етап. Першим важливим кроком для цього стало прийняття у 1787 році федеральної Конституції та окремих Конституцій штатів, що увійшли до складу США. У подальших планах американців була повна відмова від англійського права. Так, вводилась повна заборона на посилання на рішення британських судів, котрі були винесені після дати прийняття Декларації незалежності.
Але все ж, переходу американського права до романо — германської правової сім'ї не відбулося. Тільки деякі штати, котрі раніше були французькими та іспанськими колоніями — Луїзіана, Каліфорнія — прийняли кодекси романського типу
Починаючи з 20-х років ХХ ст. велика кількість штатів розпочали кодифікацію норм загального права. Але все ж, залишали за судами вельми широкі повноваження щодо тлумачення цих норм. Головною особливістю наступного розвитку американського права вважається зростання ролі законодавства при збереженні великого значення рішень Верховного Суду США. Тобто, склалась дуалістична система, подібна до англійської: взаємодія прецедентного права із законодавчим.
Також на цьому етапі відбувалось значне збільшення кількості штатів. При збільшенні кількості населення будь-якої тільки-но заселеної території до шістдесяти тисяч вільних поселенців Конгресу необхідно було прийняти цю територію як новий штат на рівних правах з іншими штатами. Тому кожен штат проходив свій етап самостійного територіального управління й накопичував свій власний досвід праворегулювання. Як наслідок, національна правова система утворювалась внаслідок впливу старих штатів на нові. Тому право США поширювалось зі сходу на захід.

### ІІІ етап— суттєві зміни у правовій системі
Подальший розвиток правової системи США продовжується після громадянської війни 1861—1865 рр. Були прийняті нормативні акти, що законодавчо закріплювали наслідки війни — скасування рабства, надання чорношкірим права голосу тощо. Важливе значення мали акти, що регламентували порядок ведення бізнесу — які регулювали питання тривалості робочого дня та оплати праці, праці жінок та дітей тощо. У 1890 році Актом Шермана створюється нова галузь — антимонопольне законодавство. Протягом 70-х років ХІХ ст. уперше проводиться кодифікація федерального кримінального законодавства. Воно знову систематизоване було в 1909 році та реформоване у 1948 році.
Задля того, щоб уніфікувати законодавство штатів у 1892 році створюється Національна конференція уповноважених з уніфікації права штатів. Розширення меж правового регулювання проходило з допомогою актів, що були прийняті у 30-ті роки ХХ ст., як наслідок реалізації Нового курсу президента США Франкліна Делано Рузвельта.

### IV етап— період набуття системою сучасного вигляду
Після Другої світової війни роль законодавчої правотворчості значно зросла. Тому нормативні акти Конгресу США і законодавчих органів штатів охоплюють широке коло політичних і соціально — економічних питань, а систематизація і кодифікація здійснюються як у штатах, так і на федеральному рівні. Так, збільшується роль правового регулювання з боку федеральних комісій — Міжштатної торговельної комісії, Комісії з безпеки тощо.
У 1954 році скасовується практика расової сегрегації — завдяки рішенню Верховного Суду США у справі Браун проти Ради з питань освіти. Починаючи з 60-х років ХХ ст. створюються програми позитивних дій, що мають на меті забезпечення рівних можливостей для усіх американців незалежно від етнічного походження, раси, статі, віку, стану здоров'я, сексуальної орієнтації. Для втілення у життя цих ідей приймається багато актів, зокрема, Закон про громадянські права 1964 року, Закон про вікову дискримінацію при працевлаштуванні 1967 року.

## Особливості сучасної правової системи США
Сучасна правова система США характеризується такими особливостями :
1. Американське право існує та розвивається на двох рівнях — штатів та федерації. Це пов'язано із федеральною структурою США. Тобто, штати, які входять до складу США, мають досить широку автономну компетенцію. У межах неї вони створюють власне законодавство та власну систему прецедентного права. Тому можна говорити, що у США існує 51 система права — 50 у штатах та одна на рівні федерації. Також суди кожного зі штатів здійснюють свою юрисдикцію незалежно один від одного, згідно власного законодавства. Саме це і вносить деякі розбіжності у право країни, оскільки дане законодавство у багатьох аспектах є різним.
2. Важливе значення федеральної Конституції. Конституцію США необхідно розглядати як Основний закон, котрий визначає ті загальні зсади, на яких ґрунтується суспільство. Даний акт виступає як вираз суспільного договору, що легітимує владу та поєднує громадян. Конституція США має найвищий авторитет, а тому жодна людина чи гілка влади не можуть ігнорувати її.
3. Порівняно з Великою Британією, більше значення у правовій системі США має законодавство, а не статутне право. Здебільшого це пов'язано з наявністю писаної Конституції США та конституцій штатів. Через те, що штати наділені широкою законодавчою компетенцією, вони створюють значний за обсягом масив законодавства, що існує на рівні штатів. Право США ніколи не засновувалось виключно на судових прецедентах. В основі права США завжди були закони. На сьогодні кожен штат США має таку ж кількість законодавчих актів як і середньостатистична країна Європи.
4. У статутному праві США існує значна кількість кодексів, що зовсім не характерні для англійського права. Систематизація та кодифікація у США проводяться на обох рівнях. За винятком штатів французького походження, в усіх інших кодекси зовсім не нагадують європейські. Адже у кодексах американці бачать результат консолідації, а не основу для вироблення і розвитку нового права. Особливою формою кодифікації в США стало створення так званих єдиних законів і кодексів, основна мета яких — встановити на рівні штатів можливу єдність у тих сферах загального права, де це особливо необхідно. Серед такого роду кодексів першим і найбільш відомим є Уніфікований торговий кодекс (Uniform Commercial Code), що був офіційно схвалений у 1962 році.
5. Суворе дотримання принципу поділу влади. Це означає, що жодна із гілок влади не повинна виходити за межі своєї компетенції, що визначена у Конституції. Це принцип і вважається провідним у Конституції. Саме завдяки йому у США не діє принцип верховенства парламенту, що діє у Великій Британії.
6. Судовий контроль за конституційністю законів. Конституція не містить положення про те, що судова гілка має право контролювати законодавчу і виконавчу гілки. У 1803 році під час розгляду справи Марбері проти Медісона Верховний Суд в особі головного судді Джона Маршалла постановив, що Конституція є верховним законом і його необхідно дотримуватись, а також було вказано, що Основному закону притаманне право судового нагляду. У наш час судовий нагляд використовується досить активно.
7. Більш вільна дія правила судового прецеденту. У результату того, що вищі судові інстанції штатів і Верховний Суд США ніколи не були зв'язані власними прецедентами, зараз виявляється їх велика свобода у процесі пристосування права до зміни життя залежно від конкретних обставин.
8. Часте використання в юридичній літературі США термінів «приватне право» і «публічне право». В американському праві «приватне право» охоплює 6 інститутів: контракти, зобов'язання з правопорушень, власність, сімейне право, право торговельного обігу та підприємства бізнесу. У свою чергу публічне право об'єднує конституційне, адміністративне, трудове, кримінальне право та право регулювання торговельних відносин.
9. Певна своєрідність юридичної термінології. Так, лише американськими є терміни substantive due process, void for vagueness, class action, substantive uncoscionability, procedural uncoscionability (матеріальна належна правова процедура, нечинний внаслідок невизначеності, груповий позов, матеріальна несправедливість правочину, процесуальна несправедливість правочину).
10. Своєрідність американського права також визначають особливості американської системи юридичної освіти, підготовки юристів, структури юридичної професії та ліцензування юристів.
11. Покладання занадто великої надії на суд присяжних як інструмент виявлення фактів у судовому розгляді.